# Туган-Барановский, Джучи Михайлович
Джу́чи Миха́йлович Туга́н-Барано́вский (6 сентября 1948, Вильнюс — 5 января 2015, Волгоград) — советский и российский историк, доктор исторических наук, профессор Волгоградского государственного университета, представитель старинного дворянского рода Туган-Барановских.

## Биография
Сын Михаила Михайловича Туган-Барановского (1902—1986), писателя (псевдоним Свитязский); внук Михаила Ивановича Туган-Барановского (1865—1919), экономиста, историка, министра финансов Украинской народной республики.
Родился 6 сентября 1948 в Вильнюсе, но вскоре переехал с родителями в Сталинград. Окончил с золотой медалью школу в Волгограде и в 1966 поступил на исторический факультет Саратовского государственного университета. Окончив университет, начал преподавательскую деятельность на кафедре истории КПСС Саратовского мединститута.
В 1978 году защитил в МГУ кандидатскую диссертацию на тему «Республиканская оппозиция во Франции в период консульства и империи Наполеона I (1799—1812 гг.)». С 1982 года преподавал в Волгоградском государственном университете, в 1991—2007 гг. заведовал кафедрой новой и новейшей истории, затем — профессор кафедры археологии и зарубежной истории. В 1991 году защитил докторскую диссертацию «Формирование бонапартистского режима во Франции в годы Консульства, 1799—1804 годы» в Московском государственном университете.

## Научная деятельность
Основные направления исследований:
- Всеобщая история. Франция XVII—XXI веков.
- Социально-демократическое движение в Западной Европе в конце XIX — начале XX века.
- История России XIX — начала XX века.
- М. И. Туган-Барановский и П. Б. Струве.

## Избранные труды
Источники — электронные каталоги РНБ, электронные каталоги РГБ
- Гусейнов Э. Е., Кожокин Е. М., Ревякин А. В., Туган-Барановский Д. М. Буржуазия и Великая Французская революция. — М. : Издательство МГУ, 1989. — 213 с. — (Великая фр. революция, 1789—1989: Документы и исслед.). — ISBN 5-211-00278-4
- Туган-Барановский Д. М. Ekonomistas Michailas Tuhan-Baranovskis (лит.) // Litva tatarlary. — 2006. — № 6(89).
- Туган-Барановский Д. М. М. И. Туган-Барановский // Татарская энциклопедия. — Казань, 2011. — Т. 5.
- Туган-Барановский Д. М. М. И. Туган-Барановский : Биографический очерк : С приложением писем. — Донецк, 2009.
- Туган-Барановский Д. М. М. И. Туган-Барановский в 90-е годы XIX века: становление ученого // Вестник истории. — 2013. — № 8. — С. 131—142.
- Туган-Барановский Д. М. М. И. Туган-Барановский и Императорское вольное экономическое общество в России. — Донецк, 2007.
- Туган-Барановский Д. М. М. И. Туган-Барановский об отношении К. Маркса и В. И. Ленина к морали, нравственности и этике // Культура и экономика. — Донецк, 2007.
- Туган-Барановский Д. М. Наполеон и власть : (Эпоха консульства). — Балашов : Изд-во Балашов. гос. пед. ин-та, 1993. — 302 с.
- Туган-Барановский Д. М. Наполеон и республиканцы : (Из истории республиканской оппозиции во Франции в 1799—1812 гг.) / Под ред. А. Ф. Остальцевой. — Саратов : Изд-во Сарат. ун-та, 1980. — 220 с.
  -  — 2-е изд. — Волгоград : Изд-во Волгогр. гос. ун-та, 2005. — 256 с. — (Юбилейная серия «Труды ученых ВолГУ»).
- Туган-Барановский Д. М. Политическая деятельность М. М. Туган-Барановского в период эмиграции (1919—1926 гг.) // История: перестройки и переломы. — Волгоград, 2007.
- Туган-Барановский Д. М. Республиканская оппозиция во Франции в период консульства и империи Наполеона I (1799—1812 гг.) : Автореф. дис. … канд. ист. наук. — М.: Б. и., 1978. — 19 с.
- Туган-Барановский Д. М. Стереотипы наполеоновской пропаганды // Демократия или авторитаризм. — Волгоград : Вестник Волгоградского государственного университета, 2009.
- Туган-Барановский Д. М. У истоков бонапартизма : Происхождение режима Наполеона I / Под ред. Ж. У. Ибрашева. — Саратов : Изд-во Сарат. ун-та, 1986. — 199 с.
- Туган-Барановский Д. М. Туган-Барановский Михаил Иванович: жизнь и идеи. — Волгоград : Издатель, 2015. — 320 с.

## Награды
- знак «Почётный работник высшей школы»
- медаль М. И. Туган-Барановского Президиума Украинской Академии наук.